# Heyburn
Heyburn är en stad i Minidoka County i den amerikanska delstaten Idaho med en yta av 5 km² och en folkmängd, som uppgår till 2 899 invånare (2000). Staden har fått sitt namn efter republikanen Weldon B. Heyburn som representerade Idaho i USA:s senat 1903-1912.